# Yuxarı Cürəli
Yuxarı Cürəli è un comune dell'Azerbaigian situato nel distretto di Biləsuvar. Conta una popolazione di 1 249 abitanti.